# Elecciones generales de Uruguay de 1999
Las elecciones generales de Uruguay de 1999 se llevaron a cabo en dos vueltas: la primera tuvo lugar el domingo 31 de octubre, mientras que la segunda vuelta, el balotaje, tomó parte el domingo 28 de noviembre. Fueron las últimas elecciones presidenciales del siglo XX y estuvieron a cargo de la Corte Electoral.
Se votó para renovar las cámaras legislativas (30 senadores y 99 diputados) y los cargos de presidente y vicepesidente de la República para el período 2000-2005. 
En estos comicios se inauguró el nuevo régimen electoral establecido en la reforma constitucional de 1997. Según lo allí marcado cada partido eligió un candidato único a la presidencia en las elecciones internas llevadas a cabo en abril de ese año, resultando electas las siguientes fórmulas:
- Jorge Batlle - Luis Hierro López (Partido Colorado)
- Luis Alberto Lacalle - Sergio Abreu (Partido Nacional)
- Tabaré Vázquez - Rodolfo Nin Novoa (Encuentro Progresista - Frente Amplio)
- Rafael Michelini - Pablo Mieres (Nuevo Espacio)
- Luis Pieri - Maria Dini (Unión Cívica)

Según lo preceptuado en la novel reforma electoral, como ningún candidato logró alcanzar la mayoría absoluta (obtener 50% más uno de los votos), se realizó una segunda vuelta entre los dos candidatos más votados el día domingo 28 de noviembre: el candidato frenteamplista  Tabaré Vázquez y el colorado Jorge Batlle. Fue la primera elección en Uruguay en la que el Frente Amplio alcanzó el primer lugar y la primera vez que no lo hacía un "partido tradicional".
Batlle resultó ganador en la instancia de la segunda vuelta, asumiendo el cargo el 1 de marzo de 2000, sustituyendo al anterior presidente Julio María Sanguinetti.
El Senado de la XLV Legislatura quedó compuesto por 12 senadores del Encuentro Progresista-Frente Amplio, 7 del Partido Nacional, 10 del Partido Colorado y 1 del Nuevo Espacio. Por su parte, la Cámara de Diputados de la XL Legislatura quedó integrada con 40 diputados frenteamplistas, 33 colorados, 22 blancos y 4 nuevoespacistas.
Cabe destacar, entre otras innovaciones, que fue la primera vez que se no se votó simultáneamente a Intendentes y Juntas Departamentales, lo cual tuvo lugar en los comicios municipales de mayo de 2000. Esto fue notorio, pues faltó el peso de muchos caudillos locales en la hasta entonces habitual práctica de acarrear votos. Como también la prohibición de conformar sublemas a nivel de listas a diputados.

## Candidatos

### Segunda vuelta
Estos candidatos resultaron primeros en sus respectivas elecciones internas y superaron el mínimo establecido para presentarse en las elecciones generales. Además, se convirtieron en las dos fuerzas más votadas en las elecciones generales, pero ninguno obtuvo un 50% más uno de los votos, por lo que pasaron a la segunda vuelta o balotaje:

#### Partido Colorado
En Uruguay la reelección presidencial inmediata no es posible, por lo que el presidente en oficio Julio María Sanguinetti no pudo presentar y el partido gobernante pasó por un proceso de definición de candidaturas con la intención de sucederle.
Las internas coloradas fueron competitivas entre los precandidatos Luis Hierro López, periodista y político candidato del sector Foro Batllista (sector del presidente Sanguinetti), y Jorge Batlle, un ya histórico líder de la Lista 15 y perteneciente a la familia Batlle.
La elección dio triunfante a Batlle, quien fue acompañado en la fórmula de las elecciones generales por el mismo Hierro.
En primera vuelta el Partido Colorado resultó en segundo lugar pero logrando pasar a balotaje. Sin embargo, en segunda vuelta resultó ganador con más de la mitad de los votos.
|                                     |                                     |
|                                     |                                     |
| Jorge Batlle                        | Luis Hierro López                   |
| para presidente                     | para vicepresidente                 |
| {{{descripción}}}                   | {{{descripción}}}                   |
| Senador de la República (1995-2000) | Senador de la República (1995-2000) |

#### Frente Amplio
El Frente Amplio participó en estas elecciones en coalición con otras agrupaciones bajo el nombre "Encuentro Progresista-Frente Amplio", en la misma forma que en las anteriores elecciones generales de 1994.
El ex intendente de Montevideo Tabaré Vázquez superó por amplio margen de votos al contador Danilo Astori en la instancia interna, resultando electo como candidato único.
Vázquez eligió como compañero de fórmula a Rodolfo Nin Novoa, ex intendente de Cerro Largo que había abandonado el Partido Nacional en 1994 para fundar "Encuentro Progresista" y que ya había sido compañero de fórmula presidencial de Vázquez en la pasada elección.
Por primera vez en la historia el Frente Amplio se posicionó en primer lugar en una elección general. No obstante, posteriormente perdió en balotaje.
|                                      |                                       |
|                                      |                                       |
| Tabaré Vázquez                       | Rodolfo Nin Novoa                     |
| para presidente                      | para vicepresidente                   |
| {{{descripción}}}                    | {{{descripción}}}                     |
| Intendente de Montevideo (1990-1995) | Intendente de Cerro Largo (1985-1994) |

### Primera vuelta
Estos candidatos resultaron primeros en sus respectivas elecciones internas y superaron el mínimo establecido para presentarse en las elecciones generales. Sin embargo, no lograron posicionarse como la primera o la segunda fuerza política más votada, por lo que no pudieron pasar a segunda vuelta o balotaje:

#### Partido Nacional
El expresidente de la República Luis Alberto Lacalle de Herrera (1990-1995) resultó electo como candidato único del Partido Nacional tras triunfar en la instancia interna. Como compañero de fórmula los sectores no herreristas del Partido Nacional designaron al ex canciller Sergio Abreu.
Por primera vez en la historia el Partido Nacional se ubicó tercero en una elección general, no logrando pasar a balotaje.
|                                          |                                       |
|                                          |                                       |
| Luis Lacalle Herrera                     | Sergio Abreu                          |
| para presidente                          | para vicepresidente                   |
| {{{descripción}}}                        | {{{descripción}}}                     |
| Expresidente de la República (1990-1995) | Canciller de la República (1993-1995) |

#### Nuevo Espacio
Siendo el único precandidato de esta fuerza política en las instancias internas, Rafael Michelini se alzó como candidato del Nuevo Espacio y eligió como compañero de fórmula a Pablo Mieres, exdirigente del Partido Demócrata Cristiano que también fue designado como primer candidato a diputado por Montevideo de Nuevo Espacio en estas elecciones.
|                                     |                                                                           |
|                                     |                                                                           |
| Rafael Michelini                    | Pablo Mieres                                                              |
| para presidente                     | para vicepresidente                                                       |
| {{{descripción}}}                   | {{{descripción}}}                                                         |
| Senador de la República (1995-2000) | Director de Educación en el Ministerio de Educación y Cultura (1995-1996) |

#### Unión Cívica
El tradicional partido democristiano presentó dos precandidatos en las elecciones internas: Luis Pieri y Aldo Lamorte, resultando electo como candidato único el primero. 
Logró pasar la instancia interna y presentarse en las elecciones generales, designándose como compañera de fórmula a María Dini Siqueira, no obstante no obtuvo representación parlamentaria en ninguna de las dos cámaras.
|                 |                     |
|                 |                     |
| Luis Pieri      | María Dini          |
| para presidente | para vicepresidente |
|                 |                     |

## Resultados

### Primera vuelta a nivel nacional
En la primera vuelta, ningún candidato obtuvo la mayoría absoluta del voto popular. Pasaron a segunda vuelta el Encuentro Progresista - Frente Amplio y el Partido Colorado.
| Partido político / Coalición          | Candidato presidencial                                                               | Votos     | Porcentaje | Senadores | Diputados | Resultado   |
| ------------------------------------- | ------------------------------------------------------------------------------------ | --------- | ---------- | --------- | --------- | ----------- |
| Encuentro Progresista - Frente Amplio | Tabaré Vázquez - Rodolfo Nin Novoa                                                   | 861.202   | 39,06%     | 12/30     | 40/99     | Balotaje    |
| Partido Colorado                      | Jorge Batlle Ibáñez - Luis Hierro López                                              | 703.915   | 31,93%     | 10/30     | 33/99     | Balotaje    |
| Partido Nacional                      | Luis Alberto Lacalle - Sergio Abreu                                                  | 478.980   | 21,72%     | 7/30      | 22/99     |             |
| Nuevo Espacio                         | Rafael Michelini - Pablo Mieres                                                      | 97.943    | 4,44%      | 1/30      | 4/99      |             |
| Unión Cívica                          | Luis Pieri - Maria Dini                                                              | 5.109     | 0,23%      | 0/30      | 0/99      |             |
| Plebiscitos                           | Autonomía de recursos para el Poder Judicial                                         | 950.152   | 43,1 %     | 43,1 %    | 43,1 %    | No aprobado |
| Plebiscitos                           | Plebiscito para impedir que Directores y Entes Autónomos realicen actividad política | 842.130   | 38,2 %     | 38,2 %    | 38,2 %    | No aprobado |
| Votos anulados                        | Votos anulados                                                                       | 22.240    | 1,01 %     | 1,01 %    | 1,01 %    |             |
| Votos en blanco                       | Votos en blanco                                                                      | 22.433    | 1,02 %     | 1,02 %    | 1,02 %    |             |
| Votos observados anulados             | Votos observados anulados                                                            | 222       | 0,01 %     | 0,01 %    | 0,01 %    |             |
| Total de votos válidos                | Total de votos válidos                                                               | 2.159.989 | 2.159.989  | 2.159.989 | 2.159.989 |             |
| Total de votos emitidos               | Total de votos emitidos                                                              | 2.204.884 | 2.204.884  | 2.204.884 | 2.204.884 |             |
| Total de electores habilitados        | Total de electores habilitados                                                       | 2.402.160 | 2.402.160  | 2.402.160 | 2.402.160 |             |

Fuente: Archivo Electoral de Adam Carr

### Primera vuelta a nivel departamental

Resultados por circunscripción electoral.

| Departamentos ganados por el Partido Colorado (9) |
| Departamentos ganados por el Partido Nacional (6) |
| Departamentos ganados por el Frente Amplio (4)    |

| Departamentos  | Tabaré Vázquez | Tabaré Vázquez | Jorge Batlle | Jorge Batlle | Luis Lacalle | Luis Lacalle |
| -------------- | -------------- | -------------- | ------------ | ------------ | ------------ | ------------ |
| Artigas        | 10.907         | 22,21%         | 19.753       | 40,23%       | 16.595       | 33,79%       |
| Canelones      | 106.571        | 38,04%         | 90.355       | 32,25%       | 59.832       | 21,36%       |
| Cerro Largo    | 15.233         | 25,99%         | 18.376       | 31,36%       | 21.814       | 37,22%       |
| Colonia        | 25.198         | 29,16%         | 28.197       | 32,63%       | 25.639       | 29,67%       |
| Durazno        | 8.445          | 21,35%         | 14.206       | 35,92%       | 14.693       | 37,15%       |
| Flores         | 3.996          | 21,18%         | 6.499        | 34,44%       | 7.343        | 38,91%       |
| Florida        | 13.958         | 28,28%         | 16.897       | 34,24%       | 15.491       | 31,39%       |
| Lavalleja      | 9.457          | 20,48%         | 17.805       | 38,55%       | 15.954       | 34,54%       |
| Maldonado      | 30.501         | 34,56%         | 30.485       | 34,54%       | 20.168       | 22,85%       |
| Montevideo     | 484.441        | 50,63%         | 278.684      | 29,13%       | 118.569      | 12,39%       |
| Paysandú       | 30.921         | 40,88%         | 20.654       | 27,31%       | 19.119       | 25,28%       |
| Río Negro      | 9.832          | 28,26%         | 14.314       | 41,14%       | 8.250        | 23,71%       |
| Rivera         | 13.083         | 18,92%         | 28.095       | 40,62%       | 24.418       | 35,31%       |
| Rocha          | 14.016         | 27,32%         | 17.984       | 35,05%       | 15.824       | 30,84%       |
| Salto          | 24.029         | 30,66%         | 29.490       | 37,63%       | 19.782       | 25,24%       |
| San José       | 19.990         | 30,37%         | 19.622       | 29,81%       | 21.704       | 32,98%       |
| Soriano        | 19.273         | 32,27%         | 21.697       | 36,33%       | 14.875       | 24,91%       |
| Tacuarembó     | 13.679         | 21,85%         | 19.820       | 31,67%       | 25.561       | 40,84%       |
| Treinta y Tres | 7.672          | 22,41%         | 10.982       | 32,08%       | 13.349       | 39,00%       |
| Total          | 861.202        | 39,06%         | 703.915      | 31,93%       | 478.980      | 21,72%       |

### Segunda vuelta a nivel nacional
Si bien Vázquez obtuvo una ventaja de más del 7% sobre Batlle en la primera vuelta, en el balotaje un 95% de los votantes de Lacalle se volcaron masivamente a Batlle, otorgándole la victoria electoral con un cómodo margen del 8%.
| Partido político / Coalición   | Fórmula presidencial               | Votos al partido | Porcentaje de votos válidos | Porcentaje de votos emitidos | Resultado         |
| ------------------------------ | ---------------------------------- | ---------------- | --------------------------- | ---------------------------- | ----------------- |
| Partido Colorado               | Jorge Batlle - Luis Hierro Lopez   | 1.158.708        | 54,13 %                     | 52,52 %                      | Fórmula ganadora  |
| Frente Amplio                  | Tabare Vazquez - Rodolfo Nin Novoa | 981.778          | 45,87 %                     | 44,53 %                      | Fórmula perdedora |
| Votos en blanco                | Votos en blanco                    | 42.574           | -                           | 1,93 %                       |                   |
| Votos anulados                 | Votos anulados                     | 21.469           | -                           | 0,97 %                       |                   |
| Votos observados anulados      | Votos observados anulados          | 1.583            | -                           | 0,07 %                       |                   |
| Total de votos válidos         | Total de votos válidos             | 2.140.486        | 2.140.486                   | 2.140.486                    |                   |
| Total de votos emitidos        | Total de votos emitidos            | 2.206.112        | 2.206.112                   | 2.206.112                    |                   |
| Total de electores habilitados | Total de electores habilitados     | 2.402.160        | 2.402.160                   | 2.402.160                    |                   |

### Segunda vuelta a nivel departamental
| Departamentos ganados por el Partido Colorado (19) |
| Departamentos ganados por el Frente Amplio (1)     |

| Departamentos  | Jorge Batlle | Jorge Batlle | Tabaré Vázquez | Tabaré Vázquez |
| Departamentos  | Votos        | %            | Votos          | %              |
| -------------- | ------------ | ------------ | -------------- | -------------- |
| Artigas        | 32.261       | 68,16%       | 15.071         | 31,84%         |
| Canelones      | 147.912      | 54,46%       | 123.663        | 45,54%         |
| Cerro Largo    | 36.759       | 65,27%       | 19.561         | 34,73%         |
| Colonia        | 52.818       | 63,24%       | 30.701         | 36,76%         |
| Durazno        | 27.140       | 71,11%       | 11.024         | 28,89%         |
| Flores         | 12.881       | 70,52%       | 5.384          | 29,48%         |
| Florida        | 30.235       | 63,50%       | 17.377         | 36,50%         |
| Lavalleja      | 32.635       | 73,33%       | 11.870         | 26,67%         |
| Maldonado      | 50.761       | 59,51%       | 34.532         | 40,49%         |
| Montevideo     | 410.992      | 43,89%       | 525.496        | 56,11%         |
| Paysandú       | 37.108       | 51,01%       | 35.636         | 48,99%         |
| Río Negro      | 21.030       | 62,97%       | 12.365         | 37,03%         |
| Rivera         | 49.288       | 74,22%       | 17.122         | 25,78%         |
| Rocha          | 29.759       | 60,72%       | 19.255         | 39,28%         |
| Salto          | 47.379       | 62,56%       | 28.358         | 37,44%         |
| San José       | 40.221       | 63,10%       | 23.516         | 36,90%         |
| Soriano        | 34.432       | 59,79%       | 23.161         | 40,21%         |
| Tacuarembó     | 42.486       | 70,64%       | 17.658         | 29,36%         |
| Treinta y Tres | 22.611       | 69,28%       | 10.028         | 30,72%         |
| Total          | 1.158.708    | 54,13%       | 982.049        | 45,87%         |

## Consecuencias y perspectiva histórica
Esta elección marcó muchos cambios en la conducta del electorado, y obligó a los políticos a replantearse muchas costumbres de larga data.
El electorado se habituó a un ciclo electoral de un año, que arranca con las elecciones internas y finaliza al año siguiente con las municipales; y también comenzó a animarse con más frecuencia a votar a candidatos de partidos diferentes, flexibilizándose el antiguo hábito de "votar siempre al mismo partido".
Los políticos, por su parte, ingresaron en una nueva época, en la cual cada líder es dueño de sus votos, no es posible acumular con otro candidato con la misma facilidad que antes (se desalientan las antiguas "cooperativas de votos") y, tal vez lo más importante, cada partido se ve imperiosamente obligado a buscar caminos de unidad en aras de ganar las elecciones presidenciales, con lo cual se relativiza la antigua costumbre de presentar dentro de un mismo partido candidatos a la Presidencia con ideologías a menudo opuestas.
Veinte años después, en las elecciones de 2019, se repite la historia: por un lado el candidato del Frente Amplio, por el otro un candidato de un partido tradicional que planifica de antemano una coalición con otros socios políticos.

## Voto en blanco y anulado
A partir de las modificaciones electorales introducidas por la reforma constitucional de 1996, que introducía el balotaje o segunda vuelta electoral para el cargo de Presidente de la República, empezaron a tomar mayor relevancia los votos en blanco y anulados. Esto se debe a que la normativa que determina la existencia de una segunda vuelta a nivel presidencial obliga a que un candidato obtenga el 50% de los votos emitidos (válidos + blancos + anulados) en las elecciones de octubre o primera vuelta, para evitar que se produzca una segunda vuelta en noviembre (artículo 151 de la Constitución). 
Desde entonces, se ha vuelto un hecho común contabilizar los votos blancos o anulados como votos válidos en las elecciones de todo tipo en Uruguay, sean de tipo presidencial, legislativo o municipal, tal como los votos que efectivamente expresan una preferencia por un lema y candidato determinado. Considerando que durante casi un siglo nunca se tomaron en cuenta en el cálculo de porcentajes los votos en blanco o nulos, vale ahora aclarar que a partir de esta elección, el cálculo del porcentaje de votos recibido por cada candidato o lema toma en cuenta los votos válidos, aunque también se puede calcular a partir de los votos emitidos. 
En la elección legislativa esta disyuntiva no se plantea, dado que el voto en blanco o nulo no contabiliza para la adjudicación de bancas legislativas, como tampoco en lo municipal, para la adjudicación de curules en las Juntas Departamentales. En el caso de las elecciones internas de los partidos políticos, tampoco, en el sentido que no contabiliza para la adjudicación de cargos para los cargos de convencional para la integración del Organismo Deliberativo Nacional o del Organismo Deliberativo Departamental.

### Documental
- 2024: Jorge Batlle: entre el cielo y el infierno, dirigido por Federico Lemos.[2]